# Campeonato Carioca de Futebol de 2008 - Segunda Divisão
O Campeonato Carioca da Segunda Divisão de 2008 foi a 31ª edição da segunda divisão do campeonato estadual de futebol profissional do Rio de Janeiro. A competição foi organizada pela Federação de Futebol do Estado do Rio de Janeiro (FERJ).

## História
Contou com 24 participantes, incluindo o rebaixado da Primeira Divisão de 2007, Nova Iguaçu. O certame teria ainda a presença do Villa Rio e Sendas, recém-promovidos da Terceira Divisão em 2007. Quatro anos após o seu rebaixamento que ocorreu no ano de seu centenário de fundação, o Bangu foi o campeão e garantiu a vaga para a Primeira Divisão Estadual, em 2009, juntamente com o Tigres do Brasil. O clube de Duque de Caxias ficou com o vice-campeonato. Rebaixados para a Terceira Divisão Estadual em 2009: Independente e Serrano.

## Participantes
A Segunda Divisão de 2008 teve a participação de 26 equipes.
- Primeira fase: São 26 clubes divididos em 4 grupos, 2 com seis equipes e dois com sete. Jogam dentro dos grupos em ida e  volta. Os quatro melhores de cada chave classificam-se para 2ª fase. Os últimos colocados de cada chave disputarão um quadrangular contra o rebaixamento.
- Segunda fase: Os 16 clubes estão em 4 grupos de 4 clubes cada. Jogam dentro dos grupos em ida e volta. Passam para a 3ª fase os dois primeiros de cada chave.
- Quadrangular do rebaixamento: Os últimos de cada grupo da primeira fase disputam um quadrangular em turno e returno. As duas equipes que menos pontuarem serão rebaixados para a Terceira Divisão em 2009.
- Terceira fase: Os 8 clubes estão em 2 grupos de 4 clubes cada. Jogam dentro dos grupos em ida e volta. Passam para a fase final, os dois primeiros de cada chave.
- Fase final: Os 4 finalistas disputam um quadrangular em turno e returno. As duas equipes que mais pontuarem garante vaga para a Primeira Divisão em 2009.